# 甘露水
《甘露水》是臺灣近代藝術家黃土水於1919年開始創作、1921年完成的大理石雕刻作品，是臺灣首件等身高的現代大理石雕、也是臺灣第一件女性裸體雕刻創作。
《甘露水》曾入選第三回帝國美術展覽會。1931年在台北市中山堂舉行的「黃土水遺作展」中公開，展覽結束後入藏台灣教育會館（今二二八國家紀念館）並陳列於入口樓梯旁。
1958年臺灣省臨時省議會遷址臺中縣，《甘露水》在搬移過程遭棄置後下落不明，超過40年來台灣藝文前輩努力追尋；在2021年由林曼麗教授與北師美術館團隊尋獲，在中華民國總統蔡英文的見證下交付中華民國文化部典藏。
2021年12月18日於北師美術館舉辦的展覽「光——台灣文化的啟蒙與自覺」展出。2022年5月21日移師至高雄市立美術館展出，同年9月26日移入國立臺灣美術館典藏。文化部於2023年2月14日指定其為中華民國國寶。

## 歷史

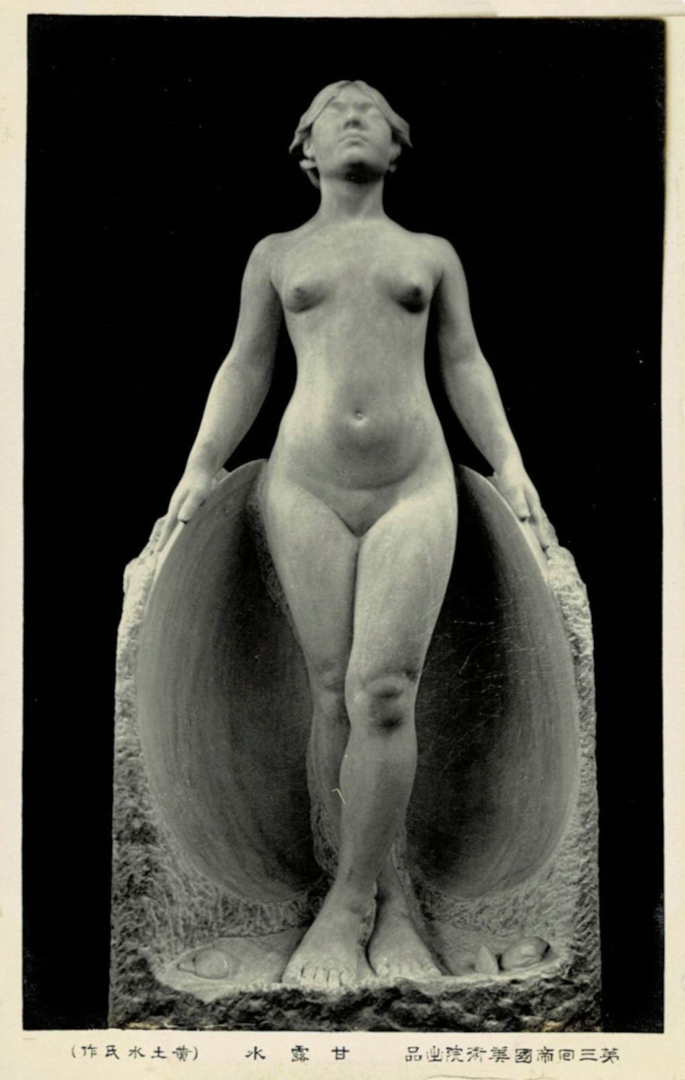
甘露水1921年入選帝展明信片

1919年，黃土水於日本開始創作《甘露水》大理石雕，並於1921年完成作品。是臺灣第一件女性裸體雕刻創作。佛教中的「甘露水」是觀世音菩薩一手拿著楊柳枝、一手拿著淨瓶水灑給眾生的水，具有普潤眾生、消災解厄的力量。《甘露水》黃土水以寫實的手法，刻劃年輕女性的成熟美。體態豐腴，神情自若的女性，從混沌中挺身而出，是母性的東方「維納斯」造型。
1921年，《甘露水》入圍第三屆的帝國美術展覽會，這是黃土水暨《蕃童》後二度入選帝展，是黃土水一生中少數參展競賽型的作品之一，隔年此作受邀於東京和平紀念博覽會臺灣館展出。黃土水過世後，《甘露水》由遺孀廖秋桂於1931年運返台灣，當時為祝賀台灣教育會館落成，《甘露水》入藏為台灣教育會館所有，並以該館藏品的身份，於台灣總督府舊廳舍（今中山堂）的「黃土水遺作展」中，一併亮相。

### 遺失
1945年，國民政府來台，台灣教育會館台灣省政府接收之後改為台灣參議會，1958年，因參議會搬遷，遭到遺棄至舊台中火車站外。林曼麗表示，國民政府對日治時期的作品不熟悉，不懂得保存價值所在，「她又是一個裸體的雕像，對很多一般民眾來講，好像是一個不雅的作品，因為大家也沒這樣的知識跟理解」。
當時在舊台中火車站旁開業的外科醫師張鴻標，因見此心有不忍而將她搬運到自家診所裡「收治」到1974年。張鴻標一家人在當時台灣社會的白色恐怖下，持有黃土水的作品而備感壓力。1974年，張鴻標感到身體狀況大不如前，於是將《甘露水》移至張家位於霧峰的工廠裡封藏。

### 所有權
張鴻標之子張士文先生於北師美術館展覽《光──臺灣文化的啟蒙與自覺》開幕式表示《甘露水》要以謙卑的心情歸還給國家，轉述其父不認為擁有甘露水所有權。

### 追尋過程

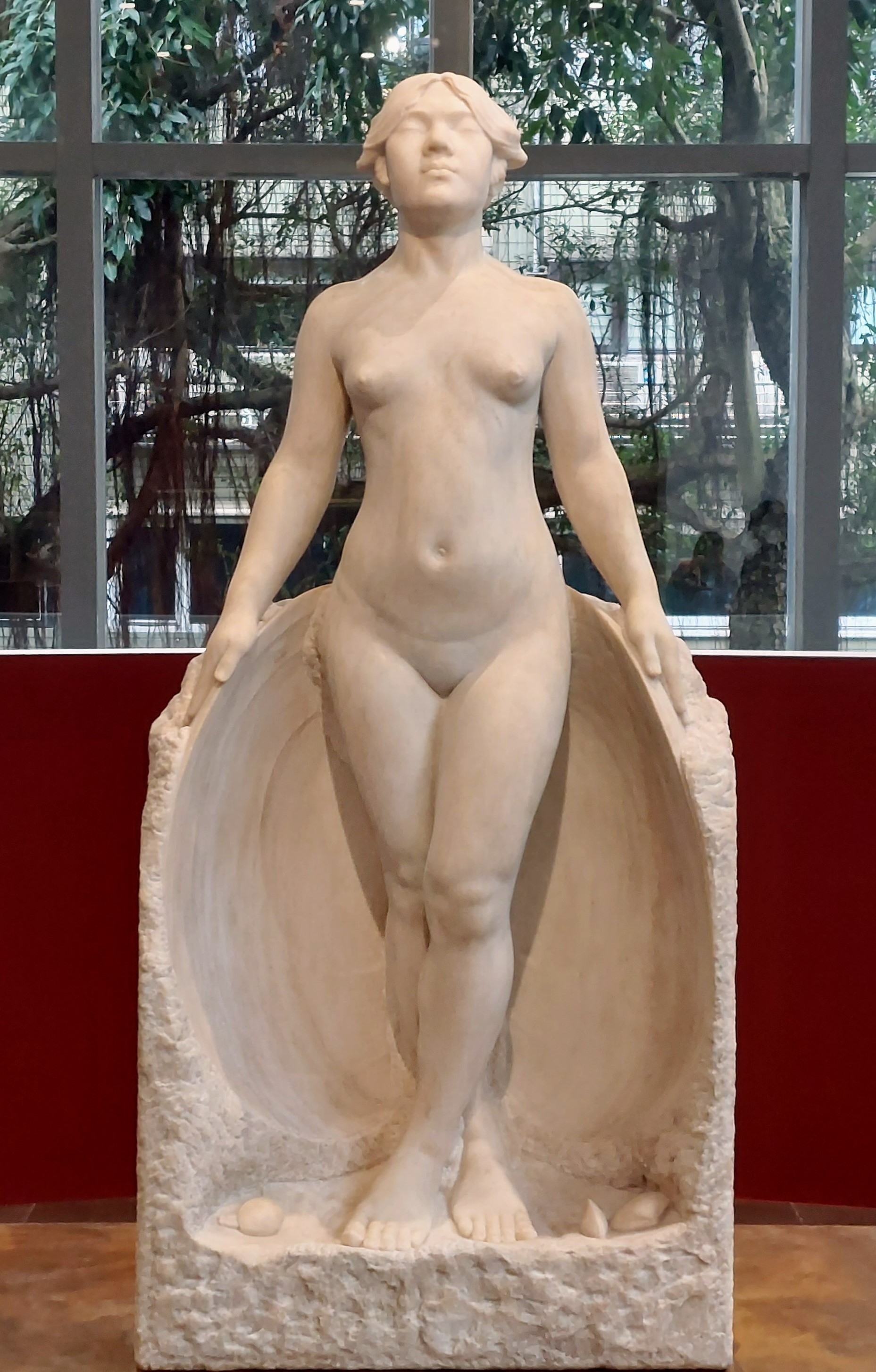
2022年於北師美術館展出

《甘露水》從1950年代遭到遺棄失蹤後，1979年陳毓卿受訪時指出在1935年見過《甘露水》，呼籲尋回《甘露水》，謝里法投書《雄獅美術》（六月一百期）指出《甘露水》藏於張家，並收到諸多讀者回信，指出多個《甘露水》可能的蹤跡。1988年文建會已找尋到《甘露水》藏於台中張家，以政府地位向「甘露水」張家提出「借後一定歸還」，以及不追溯其收藏過程的保證，遭台中張家拒絕。雕塑家朱銘親自到台中尋找未果，朱銘接受媒體採訪表示不管原作毀損程度如何，他都願意高價收藏。民眾向報紙投書，呼籲台北市立美術館編列預算典藏《甘露水》。
1993年林惺嶽撰寫〈黃土水悲劇何時了〉刊載在中國時報：「甘露水為什麼會落難呢？原因是令人羞愧痛心，不是因於異族的壓迫，而是受到祖國的驅逐」，呼籲政府重視《甘露水》的美術史地位，並積極尋回。1998年謝里法呼籲政府應該出面給予民間收藏家榮譽，頒發獎章，盼《甘露水》轉入公立美術館收藏。記者陳長華報導已知《甘露水》收藏於台中張醫師的診所，後代有共識要捐贈給國家，但需尊重母親意願。文建會主委林澄枝表示近年來民間捐贈文物意願相當高，但欠缺收藏場所及審查原則未訂，已指示會內人員研擬鼓勵民間捐贈辦法。時任北美館館長林曼麗、高美館館長黃才郎皆積極爭取《甘露水》入藏或是寄藏該館。2002年時任國美館館長李戊崑館長，委託謝里法共同尋找《甘露水》，訪問徐灶生後代徐宇瓊試圖還原民間收藏過程，並且確認《甘露水》被收藏於張鴻標外科診所。
2020年國家文化藝術基金會董事長林曼麗率領的國立台北教育大學北師美術館團隊與和張氏家族交好的台中婦產科權威李茂盛醫生聯繫。由於李茂盛醫生正是總統府資政，林曼麗便將《甘露水》的事件報告總統府，請府方轉知來意。2021年在總統府引薦下，林曼麗團隊首次與張家收藏者會面，張鴻標的後代張士文表示希望無償捐出《甘露水》。林曼麗團隊前往霧峰工廠進行開箱作業，《甘露水》被塑膠袋與麻布袋層層包裹，外面再以木箱封裝。因為封存時間長達47年，包裝的材料劣化嚴重，幸而《甘露水》除了髒汙之外，外觀仍維持完好。總統府進行捐贈儀式，正式交由中華民國文化部典藏。
2024年9月6日，經一年前置作業及日方取得借展國之免司法追訴或扣押保證文件後，〈甘露水〉在國立臺灣美術館與日本東京藝術大學共同合作策劃之特展「黃土水與他的時代－臺灣首位西洋雕塑家與20世紀初期的東京美術學校」中首次前往日本展出，也是首次國寶身分前往海外展出。

## 作品意義
國立台灣藝術大學書畫藝術學系助理教授羊文漪認為，這是一件結合宗教主題與擬人化的雕塑創作，作品題旨跟文化認同有關，為一則關於「臺灣，在神明庇佑下，自海洋崛起」的寓意性創作。羊文漪認為，黃土水刻畫的少女，頭部仰起、眼睛微閉的姿態，正是在接受「甘露水」的潤澤，是「黃土水聚焦在神蹟的收受者身上，讓它獨立自主化現身，沉浸在福祉恩澤中。」至於少女所象徵的意涵，黃土水在《甘露水》入選帝展隔年，於《東洋》雜誌發表文章《出生於台灣》：「台灣是充滿了天賜之美的地上樂土」。
國家文化藝術基金會董事長林曼麗認為，她不太同意《甘露水》被稱為「台灣的維納斯」。她表示：「黃土水雖然學習西方的雕塑技法，但他沒有承襲西方的美學標準。《甘露水》的造型非常東方，可以說是非常台灣人，身材不是西方美學九頭身，而是有點矮短可親、又充滿力量與希望，非常非常美。」
台灣美術史學者蕭瓊瑞認為：「這件作品取名《甘露水》，既是春雨甘霖之意，也是觀音大士淨瓶中點化人心的一滴聖水，具有深層的象徵意涵。」蕭瓊瑞認為黃土水的《甘露水》極易讓人聯想到波蒂切利的《維納斯的誕生》，如同《維納斯的誕生》預告文藝復興時代的來臨，黃土水的《甘露水》也宣告台灣新美術運動時代的來臨。裸體女性的雕塑原是西方的傳統，但到黃土水手中，則被務實地予以東方化、本地化。在《甘露水》中，是東方女子的身材比例，並以原始藝術的正面坦露的形式，展現自信與坦率，取代西方側身曲折的形式。

## 學者分析

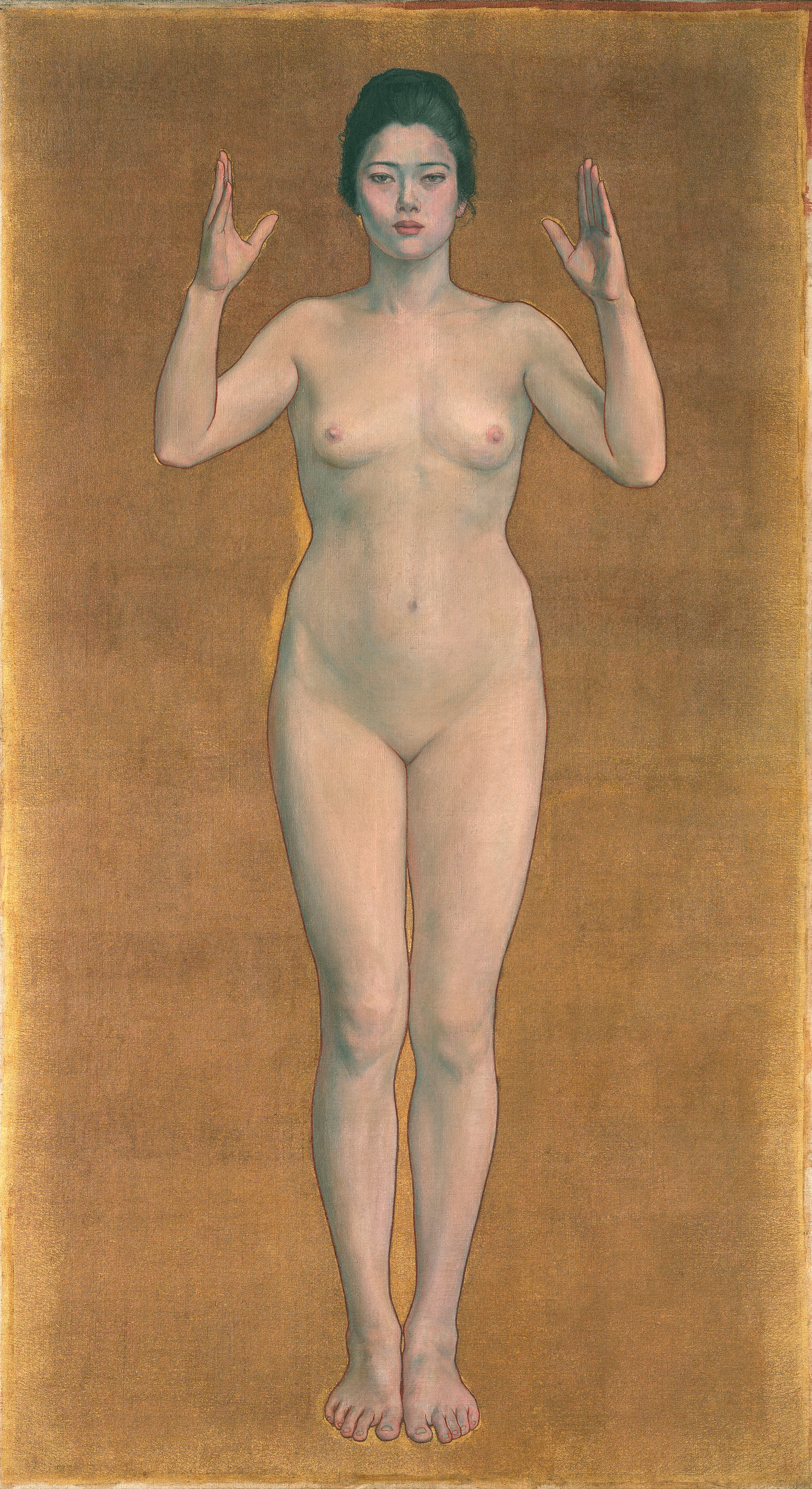
『智・感・情』之「感」（1899年）

《甘露水》以西洋美術傳統裡的裸女為題材，取東方佛教中「甘露水」之隱喻，創作風格比較接近古典主義與自然主義的融合。裸女題材在近代日本美術發展過程備受爭議，創作者表現裸女題材的同時，常與負責審查的政府以及普羅大眾衝突。雖日本政府站在想革新立場，願接納西洋傳統裸女題材，「裸女」亦是美術學校的基本訓練主題，卻非一般世人能接納。臺灣宗教裡的「女神」是形象保守的媽祖或觀音，藝術裡亦無裸露的傳統，衣不蔽體的「女神」對普遍大眾來說是不可思議的事。
《甘露水》創作時，日本藝壇正以羅丹寫實主義為主流，主張雕刻的本質不在從事物外型、外在皮相的精確描寫，啟發雕塑家探討雕刻光和個性，因此作品風格自然傾向羅丹的雕塑風格。但黃土水在日本與西方文化圖像的環境下，能擺脫帝展的沿襲，以西洋寫實主義技法表達台灣文化題材。
《甘露水》參考對象甚多，包括波提切利的《維納斯的誕生》、狩野芳崖的《悲母觀音》絹本、黑田清輝的《智、感、情》三聯畫作、山崎朝雲寫實宗教性主題的木雕《龗》、朝倉文夫所製的《從山裏來的男子》石膏作、羅丹之成名作《青銅時代》，以及西方基督教藝術中古末文藝復興盛行的聖母瑪利亞《悲憫聖母》圖像。

## 流行文化
2022年，黃邦銓與林君昵共同執導紀錄片《甘露水》，記錄美術館團隊尋獲〈甘露水〉雕像後展開的修復與展覽計畫。該片使用16毫米膠卷拍攝，並獲財團法人福祿文化基金會贊助。影片後來入選2022年阿姆斯特丹國際紀錄片影展，亦於國立臺北教育大學北師美術館「光——臺灣文化的啟蒙與自覺」展覽中放映。
2023年，藝術總監李天爵（筆名齊天）發表首部漫畫作品《他山之石》，以黃土水創作甘露水的歷程為故事主軸。
2024年，劇情長片《甘露水》宣告製作，電影由湠臺灣電影出品，林君陽擔任導演，編劇為蔡坤霖與張逸寧，監製張永昌，製片王師。該片以雕塑家黃土水與廖秋桂之間的愛情為背景，該項目亦入選2024年金馬創投會議。